# L'Enchantement de Merlin
L'Enchantement de Merlin, ou La Séduction de Merlin – en anglais The Beguiling of Merlin –, est un tableau réalisé par le peintre britannique Edward Burne-Jones entre 1872 et 1877. Cette huile sur toile de format vertical représente dans un style préraphaélite l'épisode de la légende arthurienne au cours duquel Merlin s'entiche de la Dame du Lac. Le magicien y figure prisonnier d'un buisson d'aubépines monogynes aux pieds de la fée, laquelle tient ouvert un livre de sorts. Une commande de Frederick Leyland, l'œuvre est aujourd'hui conservée à la Lady Lever Art Gallery, à Port Sunlight.